# Universidade César Vallejo
A Universidade César Vallejo (UCV; em espanhol: Universidad César Vallejo) é uma universidade privada peruana localizada no distrito de Víctor Larco, na cidade de Trujillo, no litoral da região de La Libertad.
A universidade leva o nome do poeta peruano César Vallejo. Foi fundada em 12 de novembro de 1991 por César Acuña Peralta. Sua sede está localizada no distrito de Víctor Larco, na cidade de Trujillo, e possui filiais em Chiclayo, Piura, Chimbote, Tarapoto e Lima. Atualmente tem mais de 96.000 alunos  em 9 campus. É filiada à União de Responsabilidade Social Universitária da América Latina (URSULA).

## Faculdades

### Faculdade de Engenharia
- Engenharia industrial
- Engenharia agroindustrial
- Engenharia civil
- Engenharia de sistemas
- Engenharia ambiental
- Engenharia empresarial
- Engenharia mecânica elétrica

### Faculdade de Medicina Humana
- Medicina humana
- Enfermagem
- Psicologia
- Estomatologia

### Faculdade de Estudos de Comunicação
- Ciências da comunicação

### Faculdade de Ciências da Saúde
- Obstetrícia

### Faculdade de Educação e Humanidades
- Educação pré-escolar
- Educação primária
- Tradução e interpretação
- Ciência do esporte
- Psicologia

### Faculdade de Ciências Empresariais
- Administração
- Contabilidade
- Administração em Turismo e Hotelaria
- Marketing e Gestão Empresarial
- Economia

### Faculdade de Direito e Ciências Políticas
- Direito

### Faculdade de Arquitetura
- Arquitetura

## Rankings acadêmicos
Nos últimos anos, o uso de rankings universitários internacionais tornou-se generalizado para avaliar o desempenho das universidades em nível nacional e global; esses rankings são classificações acadêmicas que colocam as instituições de acordo com uma metodologia científica do tipo bibliométrico que inclui critérios objetivos mensuráveis e reproduzíveis, levando em consideração, por exemplo: reputação acadêmica, reputação de empregabilidade para graduados, nomeações de pesquisa para seus repositórios e seu impacto sobre a web. Do total de 92 universidades licenciadas no Peru, a Universidade César Vallejo tem sido regularmente localizada entre as primeiras trinta colocações em nível nacional em alguns rankings universitários internacional